# Venezuela en los Juegos Panamericanos de 2019
Venezuela es uno de los países que participa en los Juegos Panamericanos de 2019 en la ciudad de Lima, Perú.

## Medallistas
| Medalla           | Nombre                                                     | Deporte                | Evento                                 | Fecha                |
| ----------------- | ---------------------------------------------------------- | ---------------------- | -------------------------------------- | -------------------- |
| Medalla de oro    | Génesis Rodríguez                                          | Levantamiento de pesas | Femenino – 55 kg                       | 28 de julio de 2019  |
| Medalla de oro    | Julio Mayora                                               | Levantamiento de pesas | Masculino - 73 kg                      | 28 de julio de 2019  |
| Medalla de oro    | Rubén Limardo                                              | Esgrima                | Espada invididual                      | 5 de agosto de 2019  |
| Medalla de oro    | Luis Avendaño                                              | Lucha                  | Estilo grecorromano - 87 kg            | 7 de agosto de 2019  |
| Medalla de oro    | Antonio Díaz                                               | Karate                 | Karate masculino                       | 9 de agosto de 2019  |
| Medalla de oro    | Yulimar Rojas                                              | Atletismo              | Salto triple femenino                  | 9 de agosto de 2019  |
| Medalla de oro    | Elvismar Rodríguez                                         | Yudo                   | Femenino - 70kg                        | 10 de agosto de 2019 |
| Medalla de oro    | Daniel Dhers                                               | Ciclismo               | Estilo libre BMX masculino             | 11 de agosto de 2019 |
| Medalla de oro    | Andrés Madera                                              | Karate                 | Masculino - 67 kg                      | 11 de agosto de 2019 |
| Medalla de plata  | Jesús González                                             | Levantamiento de pesas | Masculino – 109 kg                     | 29 de julio de 2019  |
| Medalla de plata  | Hersony Canelón                                            | Ciclismo               | Keirin masculino                       | 4 de agosto de 2019  |
| Medalla de plata  | Jesús Limardo                                              | Esgrima                | Espada individual                      | 5 de agosto de 2019  |
| Medalla de plata  | Patrizia Piovesan                                          | Esgrima                | Espada individual femenina             | 7 de agosto de 2019  |
| Medalla de plata  | Shallom Villegas                                           | Lucha                  | Estilo grecorromano masculino - 67 kg  | 7 de agosto de 2019  |
| Medalla de plata  | Wuileixis Rivas                                            | Lucha                  | Estilo grecorromano masculino - 77 kg  | 7 de agosto de 2019  |
| Medalla de plata  | Betzabeth Argüello                                         | Lucha                  | Estilo libre femenino - 53 kg          | 8 de agosto de 2019  |
| Medalla de plata  | Moisés Pérez                                               | Lucha                  | Estilo grecorromano masculino - 130 kg | 8 de agosto de 2019  |
| Medalla de plata  | Jhoan Guzmán                                               | Patinaje               | Masculino - 300 m                      | 9 de agosto de 2019  |
| Medalla de plata  | Pedro Ceballos                                             | Lucha                  | Estilo libre masculino - 86 kg         | 10 de agosto de 2019 |
| Medalla de plata  | Anriquelis Barrios                                         | Yudo                   | Femenino - 63 kg                       | 10 de agosto de 2019 |
| Medalla de plata  | Claudymar Garcés                                           | Karate                 | Femenino - 61 kg                       | 10 de agosto de 2019 |
| Medalla de plata  | José Díaz                                                  | Lucha                  | Estilo libre masculino - 97 kg         | 10 de agosto de 2019 |
| Medalla de plata  | Pedro Pineda                                               | Yudo                   | Masculino - 100 kg                     | 11 de agosto de 2019 |
| Medalla de plata  | Omaira Molina                                              | Karate                 | Femenino - 68 kg                       | 11 de agosto de 2019 |
| Medalla de bronce | Yusleidy Figueroa                                          | Levantamiento de pesas | Femenino - 59 kg                       | 28 de julio de 2019  |
| Medalla de bronce | Keydomar Vallenilla                                        | Levantamiento de pesas | Masculino - 96 kg                      | 29 de julio de 2019  |
| Medalla de bronce | Luis Cabrera                                               | Boxeo                  | Peso ligero masculino                  | 30 de julio de 2019  |
| Medalla de bronce | Gabriel Maestre                                            | Boxeo                  | Peso wélter masculino                  | 30 de julio de 2019  |
| Medalla de bronce | Nalek Korbaj                                               | Boxeo                  | Peso mediopesado masculino             | 30 de julio de 2019  |
| Medalla de bronce | Irismar Cardozo                                            | Boxeo                  | Peso mosca femenino                    | 30 de julio de 2019  |
| Medalla de bronce | Alejandra Benítez                                          | Esgrima                | Sable individual femenino              | 6 de agosto de 2019  |
| Medalla de bronce | Luillys Pérez                                              | Lucha                  | Estilo grecorromano masculino - 97 kg  | 7 de agosto de 2019  |
| Medalla de bronce | Rubén Limardo Francisco Limardo Jesús Limardo Gabriel Lugo | Esgrima                | Espada grupal masculino                | 8 de agosto de 2019  |
| Medalla de bronce | Andrea Armada                                              | Karate                 | Kata individual femenino               | 9 de agosto de 2019  |
| Medalla de bronce | Stefany Hernández                                          | Ciclismo               | BMX femenino                           | 9 de agosto de 2019  |
| Medalla de bronce | Ricardo Valderrama                                         | Yudo                   | Masculino - 66 kg                      | 9 de agosto de 2019  |
| Medalla de bronce | Jhoan Guzmán                                               | Patinaje               | Masculino - 500 m                      | 10 de agosto de 2019 |
| Medalla de bronce | Rosa Rodríguez                                             | Atletismo              | Lanzamiento de martillo femenino       | 10 de agosto de 2019 |
| Medalla de bronce | Patrizia Piovesan Lizze Asis María Martínez                | Esgrima                | Espada grupal femenina                 | 10 de agosto de 2019 |
| Medalla de bronce | Freddy Valera                                              | Karate                 | Masculino - 84 kg                      | 10 de agosto de 2019 |
| Medalla de bronce | Luis Vívenes                                               | Lucha                  | Estilo libre masculino - 125 kg        | 10 de agosto de 2019 |
| Medalla de bronce | Marianth Cuervo                                            | Karate                 | Femenino - 68 kg                       | 11 de agosto de 2019 |
| Medalla de bronce | Jovanni Martínez                                           | Karate                 | Masculino - 60 kg                      | 11 de agosto de 2019 |

## Atletas
| Deporte    | Hombres | Mujeres | Total |
| ---------- | ------- | ------- | ----- |
| Atletismo  | 14      | 10      | 24    |
| Bádminton  | 1       | 1       | 2     |
| Baloncesto | 16      | 4       | 20    |
| Boxeo      |         |         | 6     |
| Bowling    |         |         | 4     |
| Canotaje   |         |         | 9     |
| Esgrima    |         |         | 13    |
| Golf       |         |         | 4     |
| Karate     |         |         | 10    |
| Softbol    |         |         | 30    |
| Waterpolo  | 0       | 11      | 11    |
| Total      | 154     | 124     | 284   |